# 陈家谷战役
陈家谷战役是北宋军队在雍熙北伐失败后试图将边境百姓内迁时与辽军发生的一场遭遇战。由于宋军内部意见不一，使正确的战术遭到否决，最终造成了宋军的惨败。

## 战役背景
雍熙北伐失败后，辽军开始逐一收复被宋军占领的领土。耶律斜轸领兵十万四处攻打，来到安定城西的时候，与当初上疏劝赵光义北伐的贺令图部相遇，贺令图被打跑。耶律斜轸在五台追上了贺令图，阵斩宋军数万人。第二天，耶律斜轸攻下蔚州。贺令图与潘美率军前来援救，在飞狐城外被耶律斜轸击溃。浑源、应州两地宋军见势之后，弃城逃窜，耶律斜轸趁势攻入寰州，杀掉了千余名守城的宋军。
此时，于雍熙北伐时期由潘美所率西路军所攻下的土地仅剩朔州和云州两地。由于战力不足，潘美此时能做的，就只有让杨业带着云州、朔州、寰州、应州四地的百姓南迁。

## 战役准备

### 北宋
- 云应等州都部署（主将）：检校太师、忠武军节度使潘美
- 云应等州副都部署（副将）：云州观察使杨业
- 云应等州兵马都监（监军）：西上阁门使、蔚州刺史王侁，军器库使、顺州团练使刘文裕

### 辽
- 山西兵马都统（主将）：北院枢密使耶律斜轸
- 山西兵马副部署（副将）：彰德军节度使萧挞凛

## 战役经过
宋军开至朔州狼牙村时，将领们得知了辽军攻陷寰州的消息。杨业此时准备避辽军锋芒，于是和潘美等人商讨对策，准备用事先埋伏，诱敌深入后发动反击的方式挫败辽军。但这个建议却被王侁等人否决，在王侁看来，“常胜将军”杨业开始怯弱了，他要求杨业立刻全速开往马邑，并且得到了刘文裕的支持。杨业争辩不过，对潘美哭诉了自己之前的遭遇，并嘱咐潘美一定要在陈家口设伏，自己则率部前往朔州诱敌。
耶律斜轸在得知杨业率部赶来之后，派副部署萧达兰在路旁设伏。杨业赶到之后，耶律斜轸假装败逃，将杨业的部队引诱至埋伏区后发动反击，杨业大败，返回狼牙村。而王侁自从配合潘美在陈家口埋伏之后，很久没有得到关于前线的战报，在高台上的侦查员也看不到辽军的影子，便误认为杨业已经得胜，接着从埋伏区内擅自离开去“争功”。潘美拦不住王侁，于是自己也率部沿着灰河往前走了二十里地，在得知了杨业战败的消息之后又往回走，但已经贻误了战局。此时的杨业已经撤退到了陈家谷谷口，但是四周完全没有任何宋军伏兵的影子。彻底绝望的杨业率众死战，坠马被俘。杨业的儿子杨延玉以及岳州刺史王贵阵亡。杨业被俘之后，绝食而死。

## 战役影响
战报传回朝内，赵光义痛惜杨业之死，将潘美连降三级，王侁直接除名发配金州，刘文裕发配登州。追赠杨业太尉，大同军节度使，并赐予其后代官爵。王侁也由于在此次战役当中的糟糕表现，被后来的民间作品《杨家将》直接树立成反派典型，最终以辽国间谍的身份被杨家后代抓住，送往朝廷活剐。
此役过后，北宋彻底失去了所有雍熙北伐当中所占领的领土，耗时四个月的北伐彻底掏空了北宋的精锐部队，这也使得后来的几场宋辽之间的战斗当中，北宋完全处于下风。